# Píla (Lučenec)
|  | Per a altres significats, vegeu «Píla». |

Píla és un poble i municipi d'Eslovàquia. Es troba a la regió de Banská Bystrica.

## Història
La primera menció escrita de la vila es remunta al 1456.

## Demografia
| Godina             | 1994 | 2004    | 2014   | 2024   |
| ------------------ | ---- | ------- | ------ | ------ |
| Nombre de persones | 293  | 262     | 265    | 251    |
| Diferència         |      | −10,58% | +1,14% | −5,28% |

| Godina             | 2023 | 2024   |
| ------------------ | ---- | ------ |
| Nombre de persones | 251  | 251    |
| Diferència         |      | +1,42% |